# Libacao (Aklan)
Libacao is een gemeente in de Filipijnse provincie Aklan in het noordwesten van het eiland Panay. Bij de laatste census in 2007 had de gemeente bijna 27 duizend inwoners.

## Geografie

### Bestuurlijke indeling
Libacao is onderverdeeld in de volgende 24 barangays:
| - Agmailig - Alfonso XII - Batobato - Bonza - Calacabian - Calamcan - Can-Awan - Casit-an - Dalagsa-an - Guadalupe - Janlud - Julita | - Luctoga - Magugba - Manika - Ogsip - Ortega - Oyang - Pampango - Pinonoy - Poblacion - Rivera - Rosal - Sibalew |

## Demografie
Libacao had bij de census van 2007 een inwoneraantal van 26.610 mensen. Dit zijn 627 mensen (2,4%) meer dan bij de vorige census van 2000. De gemiddelde jaarlijkse groei komt daarmee uit op 0,33%, hetgeen lager is dan het landelijk jaarlijks gemiddelde over deze periode (2,04%).